# Шария, Виталий Валерианович
Виталий Валерианович Шария (26 декабря 1951, Смоленск — 14 июля 2024, Сухум) — советский абхазский журналист и публицист, русскоязычный писатель и переводчик. Заместитель главного редактора газеты «Республика Абхазия» (1991—1993), главный редактор газеты «Эхо Абхазии» (1994—2024).

## Биография
Родился 26 декабря 1951 года в Смоленске, учился в средней школе в там же, затем в средней школе № 7 в Сухуми.
В 1969—1974 годах обучался на факультете журналистики Белорусского государственного университета по специальности «журналист радио и телевидения», после чего работал корреспондентом в Комитете по телевидению и радиовещанию в Могилёве.
В 1975 году вернулся в Абхазию. Работал в гулрипшской районной газете «Дроша». Одновременно печатался в газете «Советская Абхазия», позднее работал в ней корреспондентом, заведующим отделом партийной жизни и заведующим отделом политики. В 1984 году работал литературным консультантом в Союзе писателей Абхазии.
В 1991—1993 годах являлся заместителем главного редактора газеты «Республика Абхазия», основанной сотрудниками газеты «Советская Абхазия». Во время грузино-абхазской войны 1992—1993 годов работал фронтовым корреспондентом.
В 1994 году основал общественно-политическую газету «Эхо Абхазии», являлся её главным редактором до своей смерти. В этой газете пропагандировал демократические ценности, свободу слова и открытый обмен мнениями. Также сотрудничал с радио «Эхо Кавказа».
Умер 14 июля 2024 года в Сухуме.

## Деятельность
Печатал статьи и очерки в московских журналах «Журналист», «Юность», «Огонёк» и газетах «Комсомольская правда», «Правда», «Известия», «Независимая газета» и «Литературная газета», а также в местных абхазских изданиях.
Является составителем книги «Абхазская трагедия», посвящённой исследованию причин грузино-абхазской войны и описанию её основных событий, и книги «Фронтовые анекдоты времен грузино-абхазской войны 1992—1993 гг. и другие». Занимался переводами на русский язык прозы абхазских писателей Н. Ч. Хашига, А. Я. Лагулаа, И. И. Хварцкия и других.

## Награды и признание
- Член Союза журналистов СССР (1979)[2].
- Член Союза журналистов Абхазии[2].
- Член Союза писателей Абхазии (1997)[2].
- Премия Ассоциации интеллигенции Абхазии за журналистскую деятельность во время грузино-абхазской войны[4].